# Brodarovec
Brodarovec je naselje u Republici Hrvatskoj, u sastavu Općine Maruševec, Varaždinska županija. 

## Stanovništvo
Prema popisu stanovništva iz 2001. godine, naselje je imalo 224 stanovnika te 63 obiteljskih kućanstava.
| broj stanovnika | 127   | 134   | 149   | 180   | 190   | 205   | 191   | 202   | 235   | 247   | 261   | 244   | 218   | 219   | 224   | 202   | 194   |
|                 | 1857. | 1869. | 1880. | 1890. | 1900. | 1910. | 1921. | 1931. | 1948. | 1953. | 1961. | 1971. | 1981. | 1991. | 2001. | 2011. | 2021. |

## Poznate osobe
- Bono Zvonimir Šagi, hrv. franjevac kapucin, svećenik, gvardijan, kapucinski provincijal i predsjednik konferencije Viših redovničkih poglavara u bivšoj državi, kolumnist, brat franjevca kapucina Tomislava J. Šagi-Bunića[6]
- Tomislav Janko Šagi-Bunić, hrv. franjevac kapucin, jedan od vodećih hrvatskih katoličkih teologa dvadesetog stoljeća, sveučilišni profesor